# Enfants de Ramsès II
Ramsès II est le père de nombreux enfants (une cinquantaine de fils et plus d'une cinquantaine de filles sont attestés) et a une longévité exceptionnelle pour l'époque puisqu'il meurt nonagénaire ; il a donc enterré un grand nombre de ses fils dans le tombeau KV5, dans l'est de la vallée des Rois, qui leur était dédié.
Ramsès II a eu un certain nombre d'épouses et de concubines, mais ce qui a compté dans l'ordre d'apparition sur les monuments, et aussi dans l'ordre d'héritage du trône d'Horus pour les fils, est l'ordre de naissance, peu importe que la mère soit une grande épouse royale ou une épouse secondaire. Plusieurs monuments ou documents font apparaître, de manière officielle ou plus informelle, une liste des fils et une liste des filles ; on peut citer notamment : 
- le grand temple d'Abou Simbel,
- le Ramesséum (dont certains blocs ont été découverts en réemploi à Médinet Habou),
- le temple (en) de Derr,
- le temple de Séthi Ier à Abydos,
- le temple de Louxor,
- le temple hémispéos de l'Ouadi es-Seboua,
- des blocs de réemploi découverts à Tanis et originaires de Pi-Ramsès,
- l'ostracon du Louvre 666 daté de l'an 53 (quinze princesses),
- l'ostracon JE 72503 originaire de Deir el-Médineh et daté de l'an 42 (six princes).

Quelques autres enfants royaux sont connus par d'autres documents sans pour autant apparaître dans ces listes-ci. Ces listes ne sont pas toutes parfaitement bien conservées et la date de réalisation de certaines implique que les enfants plus tardifs de Ramsès II n'étaient pas encore nés lors de leur exécution.

## Fils de RamsèsII

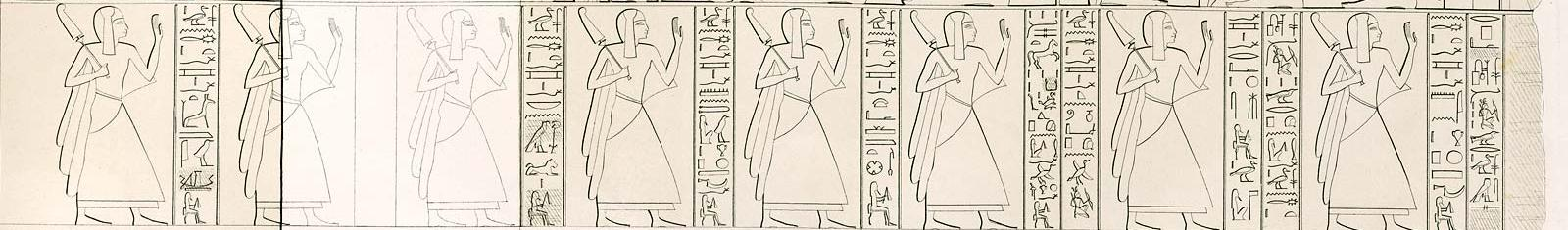
Les huit premiers fils de Ramsès II

Les vingt-cinq premiers fils de Ramsès II apparaissent selon un ordre canonique, avec une variation de nom pour trois d'entre eux ; les suivants sont présents sur plusieurs listes (blocs de réemploi à Tanis, blocs du Ramesséum en réemploi à Médinet Habou, temple de Séthi Ier à Abydos) et sont donnés selon la numérotation de Fisher :
1. Amonherkhépeshef (Amon est avec son bras fort), aussi appelé Amonherounemef avant l'an 2 et Sethherkhépeshef après l'an 20 ainsi que Ousermaâtrê sur une statuette aujourd'hui au Musée égyptien du Caire (GC 42140), fils aîné de Néfertari, prince héritier jusqu'à sa mort vers l'an 25 ou 30 du règne de Ramsès II[3],[4] ;
2. Ramessou (Né de Rê), fils aîné d'Isis-Néféret, prince héritier après la mort d'Amonherkhépeshef et jusque vers l'an 50 ou 53 du règne de Ramsès II[5],[6] ;
3. Parêherouenemef (Rê est avec son bras droit), deuxième fils de Néfertari ; il apparaît sur les représentations du triomphe de la bataille de Qadesh et dans le petit temple d'Abou Simbel ; il n'a jamais été prince héritier, étant décédé avant ses frères aînés[7],[6] ;
4. Khâemouaset (Apparu à Thèbes), deuxième fils d'Isis-Néféret, « le premier égyptologue », prince héritier après la mort de Ramessou jusqu'à vers l'an 55 du règne de Ramsès II[8],[9] ;
5. Montouherkhépeshef, ou Mentouherouenemef (Montou est sur son khépesh), mentionné sur une stèle à Bubastis ; une statue le représentant est à Copenhague ; il a participé au siège de Dapour[10],[9] ;
6. Nebenkharou[11] ;
7. Méryamon, ou Ramsès-Méryamon (Bien-aimé d'Amon), présent au triomphe et au siège de Dapour ; il est enterré dans la tombe KV5 où des fragments de ses vases canopes ont été découverts[11] ;
8. Amonemouia, puis Sethemouia (Amon/Seth dans la barque Divine), également apparu à Dapour ; il a changé son nom d'Amonemouia en Sethemouia en même temps que son frère aîné changeait le sien[4] ;
9. Séthi, également présent à Qadesh et à Dapour ; il est enterré dans la tombe KV5 – où deux de ses vases canopes ont été découverts – aux environs de l'an 53 du règne de Ramsès II ; sur son équipement funéraire, son nom est Souty ; il est parfois assimilé au Séthi d'un ostracon du Louvre (N 2261) qui indique : « le fils royal Séthi, qu'a enfanté Néfertary » ; certains assimilent ce Séthi au neuvième prince et font de cette Néfertary soit la grande épouse royale, soit une épouse secondaire du même nom[12] ; d'autres assimilent ce Séthi à un fils d'Amonherkhépeshef, la mère Néfertary nommée serait alors la princesse Néfertari II, troisième fille de Ramsès II[13] ;
10. Sétepenrê (Choisi par Rê), présent aussi à Dapour[14],[13] ;
11. Méryrê (Bien-aimé de Rê), troisième fils de Néfertari ; il est probablement décédé très jeune et un de ses frères (le 18e sur la liste des princes) a été appelé comme lui[14],[15] ;
12. Horherouenemef (Horus est avec son bras droit)[9] ;
13. Mérenptah (Bien-aimé de Ptah), troisième fils de fils d'Isis-Néféret, prince héritier après la mort de son frère aîné Khâemouaset à partir de l'an 55 du règne de Ramsès II, puis pharaon[16],[17] ;
14. Amenhotep (Amon est content)[4] ;
15. Itamon (Amon est son père)[9] ;
16. Méryatoum (Bien-aimé d'Atoum), quatrième fils de Néfertari, grand prêtre d'Héliopolis[11] ;
17. Nebentaneb/Nebtaneb (Seigneur de toutes les terres), mentionné sur un ostracon au Musée égyptien du Caire[11] ;
18. Méryrê II (Bien-aimé de Rê), probablement nommé en l'honneur de son frère aîné Méryrê alors décédé[15] ;
19. Amenemopet (Amon est dans Opet [nom égyptien du temple de Louxor])[4] ;
20. Sénakhtenamon (Amon le rend fort) a probablement résidé à Memphis, comme c'est indiqué par une plaque votive appartenant à son domestique Amenmosé[13] ;
21. Ramsès-Mérenrê[6] ;
22. Djéhoutymès/Thoutmosé (Né de Thot)[18] ;
23. Simentou (Fils de Montou), contremaître des vignes royales de Memphis ; il fut marié à Iryet, fille d'un capitaine Syrien, Benanath[19] ;
24. Montouemouaset (Montou de Thèbes)[9] ;
25. Siamon (Fils d'Amon)[18].
26. Ramsès-Siptah Ier[note 2] (Fils de Ptah) ; un livre des morts des Anciens Égyptiens, probablement le sien, est à Florence[13] ;
27. Ramsès-Siatoum (Fils d'Atoum), no  19 dans le temple de Séthi Ier à Abydos[13] ;
28. Montouenheqaou[9] ;
29. Mérymontou (Bien-aimé de Montou), représenté à Ouadi-es-Seboua et à Abydos[11] ;
30. [Ramsès-…]rparê, no  20 dans le temple de Séthi Ier à Abydos[6] ;
31. Ramsès-Méretmirê, no  48 sur le cortège de Ouadi-es-Seboua[6] ;
32. Ramsès-Ouserkhépesh (Bras énergique), no  22 dans le temple de Séthi Ier à Abydos[13] ;
33. Ramsès-Méryseth / Méryseth (Bien-aimé de Seth), no  23 dans le temple de Séthi Ier à Abydos ; figuré sur un bloc de pierre provenant du Ramesséum, réutilisé à Médinet Habou et son nom est sur une stèle, un linteau et un jambage de porte[13] ;
34. Ramsès-Sikhépri, no  24 dans le temple de Séthi Ier à Abydos[13] ;
35. Ramsès-Mérymaât (Bien-aimé de Maât), no  25 dans le temple de Séthi Ier à Abydos[13] ;
36. Ramsès-Méryastarté (Bien-aimé d'Astarté), no  26 dans le temple de Séthi Ier à Abydos[13] ;
37. Méhirânat, figuré sur un bloc de pierre provenant du Ramesséum, réutilisé à Médinet Habou[9] ;
38. Sethemnakht, figuré sur un bloc de pierre provenant du Ramesséum, réutilisé à Médinet Habou et mentionné dans l'embrasure d'une porte de Pi-Ramsès[13] ;
39. Geregtaouy (Paix des Deux Terres), exposé sur un bloc de pierre provenant du Ramesséum, réutilisé à Médinet Habou[4] ;
40. Shepsemiounou, exposés sur des blocs de pierre provenant du Ramesséum, réutilisés à Médinet Habou[13] ;
41. Astartéherouenemef (Astarté est avec son bras droit), exposé sur un bloc de pierre originellement au Ramesséum, réutilisé à Médinet Habou ; son nom montre l'influence asiatique comme Bentanath et Mahiranath[4] ;
42. Ramsès-Paitnetjer, connu grâce à un ostracon au Musée égyptien du Caire[13] ;
43. Ramsès-Maâtptah (Justice de Ptah), uniquement connu par une lettre, dans laquelle un domestique du palais, Méryotef, le réprimande[6] ;
44. Ramsès-Ouserpehti, mentionné sur une statue à Memphis et sur une plaque commémorative[13] ;
45. Ramsès-Méryamon-Neboueben, connu par les inscriptions sur son sarcophage, appartenant originellement à Ramsès Ier avant qu'il ne devienne roi[20] ;
46. Ramsès-Sethherounemef[21] ;
47. Souty, mentionné sur l'ostracon JE 72503 originaire de Deir el-Médineh[2], bien qu'il puisse être identique au prince Séthi dont le nom Souty a été utilisé sur son équipement funéraire[13] ;
48. Seshnesouen..., mentionné sur un ostracon au Musée égyptien du Caire[13] ;
49. Sethemhir..., mentionné sur un ostracon au Musée égyptien du Caire[13] ;
50. Ousermaâ..., mentionné sur un ostracon au Musée égyptien du Caire[18] ;
51. ...montou[22].

## Filles de RamsèsII

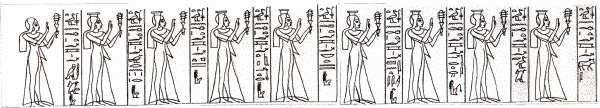
Un défilé des neuf premières filles de Ramsès II : Bentanat, Baketmout, Néfertari, Mérytamon, Nebettaouy, Iset-nofret, Henouttaouy, Ourenra et Nedjemmout.

Il est difficile de déterminer l'ordre de naissance des filles à l'instar de celui des fils. Les neuf premières apparaissent généralement toujours dans le même ordre. Beaucoup de ces princesses nous sont connues uniquement par Abydos et par des ostraca. Les six aînées ont des statues à l'entrée du grand temple d'Abou Simbel. 
1. Bentanat (Fille d'Anat), fille d'Isis-Néféret, grande épouse royale de Ramsès II[24],[4] ;
2. Baketmout (Servante de Mout), parfois donnée - fautivement semble-t-il - comme une fille de Néfertari[25],[4] ;
3. Néfertari II, parfois donnée - fautivement semble-t-il - comme une fille de Néfertari[25],[6], il est possible qu'elle soit l'épouse d'Amonherkhépeshef[6] ;
4. Mérytamon (Bien-aimée d'Amon), fille de Néfertari, grande épouse royale de Ramsès II ; elle est probablement la mieux connue des filles de Ramsès II[26],[11] ;
5. Nebettaouy (Maîtresse des Deux Terres), grande épouse royale de Ramsès II, parfois donnée - fautivement semble-t-il - comme une fille de Néfertari[27],[11] ;
6. Iset-nofret (La beauté d'Isis), portant le titre de chanteuse dans le temple de Louxor, parfois donnée - fautivement semble-t-il - comme une fille d'Isis-Néféret ; elle est connue grâce à une lettre dans laquelle deux chanteuses s'inquiétent de sa santé ; elle a parfois été considérée - fautivement semble-t-il - comme identique à Iset-Nofret II, la grande épouse royale de Mérenptah[28],[9] ;
7. Hénouttaouy (Maîtresse des Deux Terres), fille de Néfertari, grande épouse royale de Ramsès II[29],[4] ;
8. Ourel[30],[18] ;
9. Moutnedjémet / Nedjemmout[30],[11].

Les deux listes du temple de Séthi Ier à Abydos permet d'ajouter plus d'une vingtaine de filles dans l'ordre suivant selon la numérotation de Kitchen :
- Qedetméret ;
- Nébet-Iounet ;
- Nébet-ini-néhet / Nebetimehet (La maîtresse de l'Au-delà), no  59 de la liste du temple de l'Ouadi es-Séboua selon Dodson[11] ;
- Touy ;
- Hénout-âh (La dame du palais) ;
- Méryt-Sekhmet (Aimée de Sekhmet) ;
- Hénout-Iounou (La dame d'Héliopolis), no  24 selon Dodson[11] ;
- Nebouherkhésébed, no  18 selon Dodson[11] ;
- Shépesheritès, no  19 selon Dodson[18] ;
- Hénoutmérout ;
- Mérytmi-Hâpy (Aimée comme Hâpy), no  22 selon Dodson[11] ;
- Mérytitès (Aimée de son père), no  23 selon Dodson[11] ;
- Nébouem-Iounet, no  11 dans le temple de Louxor selon Dodson[11] ;
- Hénoutpahérou, no  26 selon Dodson[4] ;
- Hénoutsékhémou (La dame de la puissance), no  25 selon Dodson[4] ;
- Hénout-..., no  20 selon Dodson[4] ;
- Pypouy, probablement la même qu'une dame, fille d'Iouy et qui a été réenterrée avec un groupe de princesses de la XVIIIe dynastie à Cheikh Abd el-Gournah[6] ;
- Renepet-néféret (La bonne année), no  12 dans le temple de Louxor selon Dodson[20] ;
- Néférourê (La beauté de Rê), peut-être la fille de Maâthornéferourê, princesse hittite, petite-fille du roi hittite Hattusili III et de sa femme Puduhepa[31], no  31 selon Dodson[6] ;
- Mérytnetjer (Aimée de Dieu), no  32 selon Dodson[11].

L'ostracon du Louvre 666 daté de l'an 53 permet d'ajouter le nom de quinze princesses probablement plus jeunes, dans l'ordre suivant à partir de la troisième :
- ...-Taouret, no  3 selon Dodson[4] ;
- Hénout-taneb (La dame de la terre entière), no  4 selon Dodson[4] ;
- Touia, no  5 selon Dodson[4] ;
- Hénouttadesh, no  6 selon Dodson[4] ;
- Hétepenamon / Hétepouemamon (La paix est dans Amon), no  7 selon Dodson[4] ;
- Nebet-imaou-nedjem, no  8 selon Dodson[11] ;
- Hénouttatémou (La dame de la terre de tous les hommes), no  9 selon Dodson[4] ;
- Nebet-ânânash, no  10 selon Dodson[11] ;
- Satamon (Fille d'Amon), no  11 selon Dodson[18] ;
- Tia-Satrê, no  12 selon Dodson[18] ;
- Touia-Nebettaouy, no  13 selon Dodson[18] ;
- Takhat, probablement identique à la reine Takhat Ire, épouse de son demi-frère, le pharaon Mérenptah, et mère du pharaon usurpateur Amenmes[32], no  14 selon Dodson[18] ;
- Nebou-em-sekhet, no  15 selon Dodson[6].

On peut ajouter les noms suivants, livrés par d'autres documents,, :
- Hénoutmirê (Souveraine comme Rê), grande épouse royale de Ramsès II, parfois fautivement donnée comme fille de Séthi Ier, elle est peut-être identique à la princesse Hénout-... citée dans les listes d'Abydos[35],[4] ;
- Hénoutpre..., no  58 de la liste du temple de l'Ouadi es-Séboua selon Dodson[4] ;
- Mérytkhet, no  13 dans le temple de Louxor selon Dodson[11] ;
- Nébet...h...a, no  14 dans le temple de Louxor selon Dodson[11] ;
- Mout-Touy (Celle-ci est Mout ?), no  15 dans le temple de Louxor selon Dodson[11] ;
- Méryt-Ptah (Aimée de Ptah), no  16 dans le temple de Louxor selon Dodson[11] ;
- Hénoutpaiterou (La dame de ce Fleuve) ;
- ...em...mout ;
- ...emmerout ;
- ...etnefret ;
- ...heb ;
- ...maât ;
- ...ouimenes.